# Quassia amara
Espèce
Quassia amara, la Quinine de Cayenne, est une plante tropicale de la famille des Simaroubaceae.
En Guyane, la plante porte les noms vernaculaires de couachi, quinquina de Cayenne (Créole), kwaſβan (Palikur), quina, quina-de-Caiena (Portugais). Elle est aussi appelée ; Bois amer et en créole Kasya, KiniaKinkina, Kayenn
Ses propriétés antipaludéennes ont été mises en évidence dès le XVIIIe siècle au Suriname par Graman Quassi  (un esclave affranchi du Suriname devenu médecin, sorcier et chasseur d'esclaves marrons), qui donna son nom à la plante .
C'est principalement de son écorce, et dans une moindre mesure de Picrasma excelsa qu'est extraite la quassine, molécule naturelle extrêmement amère.

## Description
Petit arbre à feuilles composées comportant un pétiole et un rachis ailé et rouge. Les fleurs rouges écarlates sont disposées en grappes. Les fruits sont des drupes noires sur un disque charnu rouge

## Répartition
Cette plante est présente aux Antilles, Brésil, Guyane, Costa Rica, Nicaragua, Panama, Brésil, Pérou, Venezuela, Suriname, Colombie, Argentine et Trinité . Elle est passée d'Amérique centrale aux Guyanes à travers les migrations simultanées de jésuites et d'amérindiens parlant des langues caribes,.

## Polémique
Ne doit pas être confondu avec Kouachi.
L'affaire du couachi est un scandale en 2015 portant sur des accusations de biopiraterie en Guyane française. Plus précisément, une polémique a lieu autour d'un recours devant l’Office européen des brevets par la Fondation France Liberté envers un brevet que des botanistes de l'Institut de recherche pour le développement avaient déposé sur un principe actif antipaludique. Ces chercheurs avaient en effet eu connaissance de l'efficacité de la molécule Simalikalactone E (dite SkE), extraite des feuilles de Quassia amara dit couachi, grâce à une enquête sur les savoirs traditionnels guyanais, y compris kali'na et palikur. La fondation, puis de nombreux journalistes et personnalités politiques guyanaises, accusent alors les scientifiques de biopiraterie. Les élus guyanais – majoritairement créoles – sont parvenus à exiger un accord avec les scientifiques. Cependant, l'OEB a refusé de donner suite à la plainte en juillet 2018. Cette affaire a pris place dans le contexte du développement de la Loi pour la reconquête de la biodiversité, de la nature et des paysages, censée implémenter des aspects du protocole de Nagoya.

## Utilisations
En 1764, Linné connaissait déjà cette plante pour ses propriétés médicinales (voir ci-dessous).
Ce qui donne dans la traduction française de 1789 :

« La Quassia amara Spec. plant. p. 552, & p. 1679, ou Casse amere, eſt un arbre de la Décandrie ; l'usage de sa racine a été apporté pour la premiere fois à Surinam par un negre nommé Quaſſi qui enseigna les propriétés. Le remede étoit connu , mais on ne connoiſſoit ni l'eſpece ni son hiſtoire, jusqu'au tems où on en envoya de Surinam un Rameau à Linné avec la fleur & le fruit : c'est un puiſſant remede à Surinam contre les fievres malignes & intermittantes, endémiques dans cette contrée, de même dans des cas où le quinquina manque ſon effet, on l'adminiſtre de plusieurs manieres, mais principalement en infuſion , à la proportion d'une drachme pour une pinte, la dose eſt d'une once.
L'hiſtoire de cette drogue eſt accompagnée d'une figure de la feuille & des parties de la fructification ; on y trouve trois exemples de leurs effets qui ne se bornent pas à la guériſon des fievres. »

Selon Aublet en 1775 : 

« Le Quaſſia dont M. Linnaeus fait mention dans le ſixième Recueil de ſes Diſſertations, pag. 416, paroit avoir du rapport avec le genre du SIMAROUBA. Les uſages qu'on fait, du Quaſſia à Surinam, ſont les mêmes que ceux du Simarouba à Caïenne, parmi les Créoles, les Nègres & les Galibis. »

 

Selon Heckel en 1897 : 

« Le bois, amer, réduit en copeaux, remplace le houblon dans la fabrication de la bière, surtout en Angleterre. On en emploie la décoction en lotions contre les malingres et les ulcères vénériens. L'infusion amère de ce bois et surtout des racines fraîches est préconisée contre les fièvres rebelles. C'est un amer tonique, apéritif et fébrifuge. On en extrait l'alcaloïde connu sous le nom de quassine. »

En Guyane, chez les Créoles, on l'administre en infusion comme fébrifuge, tonique amer, vermifuge, et cholalogue.
La tige et l'écorce macérées dans le rhum sont réputés vermifuges.
On frotte ses feuilles sur le corps pour éloigner les moustiques.
On fait macérer dans du rhum de l'écorce de couachi avec des tiges de liane amère, et on le consomme alors pour soigner le diabète et l'albuminurie.
Les Palikur préparent une décoction très amère d'écorce et de feuilles, qui sert en bain, à se débarrasser de divers parasites (dont les poux d'agouti), à soigner la paralysie des membres inférieurs, et dans le traitement du paludisme et de la dengue (la décoction est alors aussi bue en tisane). Ils traitent aussi le diabète avec une macération d'écorce sèche de Quassia amara, avec celle de Geissospermum laeve et des fragments de tige d’Aristolochia.

## Histoire naturelle

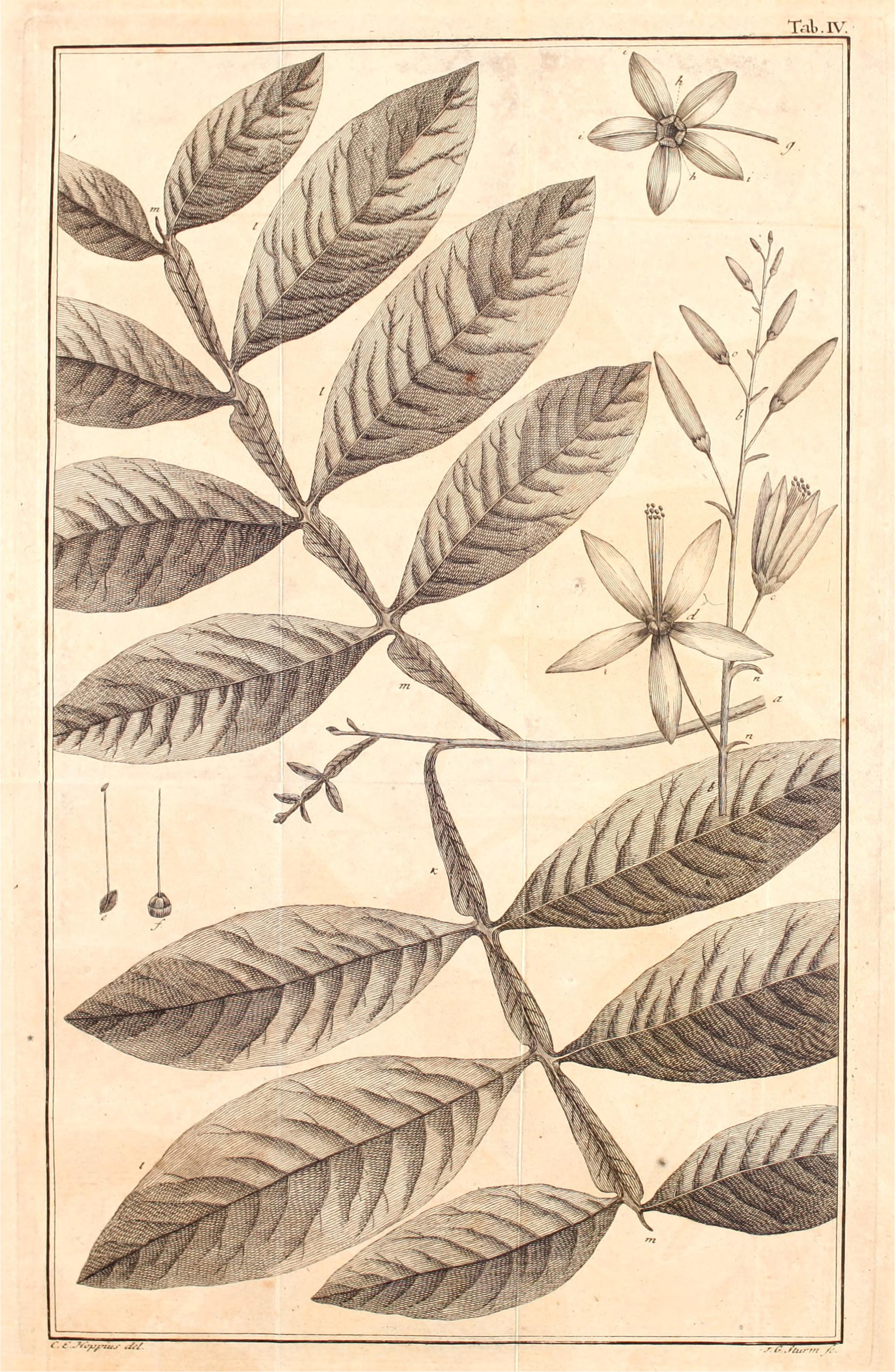
Quassia amara par Linné (1764) EXPLICATION DE LA PLANCHE. - a. Branche fraîche de l'arbre. - bb. Racème floral. - cc. Calices. - d. Fleur déployée. - f. Étamine des écailles nectarifères insérée. - f. Pistil à germe en cinq parties. - g. Pédoncule partiel. - h.h. Réceptacle charnu du fruit. - i.i.i. Fruits distincts, insérés dans le réceptacle. - k.k. Pétioles ailés. - l.l.l. Foliole. - m.m. Apex du pétiole mou. - n.n. Bractées.

En 1764, Linné propose la diagnose suivante :
« I. QUASSIA amara. Spec. Plant. 2. pag.553., unicum verum nomen eſt, quod huic vegetabili impoſitum eſſe reperio.

Nux americana, foliis alatis bifidis, Comm. hort. I. p. 183. t.94. juvenis eſt arbor, quæ noſtram admodum refert, utut nondum ſatis adulta. Non me quidem fugit, quod D. BROWNE, aliique, Melicoccam hanc Figuram Commelini habeant; vero tamen ell ſimile, illam Quaſſiæ potius adjiciendam eſſe, nec forſan ullo modo ab illa differre. Ceterum nulla alia hujus vegetabilis invenire potui ſynonyma.
Quod ad arborem Quaſſiæ attinet, illa; pluribus abhinc annis, in horto noſtro Academico læte viguit, adque altitudinem octo pedum pertigit. Quoniam vero flores heic proferre nunquam viſa eft, ſemper pro ſpecie quadam Sapindi, cui multum facie externa aſſimilatur, habita eſt, donec tandem Nobiliſſ. Dn. PRÆSES folia ſupra commemorata, in Muſæo Dalbergiano, obtinuit, & eadem eſſe cum foliis arboris noſtra; obſervavit, unde ſic verum hujus nomen nobis innotuit.
LIGNUM QUASSIÆ eſt caudex deſcendens, ſeu radix prædicta arboris, a plurimis tamen lignis milla ſe deſtinguens nota ſingulari. Albicans eſt, craſſitie brachii humani, at, aëri per aliquot tempus commiſſum, nonnihil flaveſcens. Medulla cum alburno cohæret, nec ab illo ullo modo ſeparatur. Cortex eſt tenuis, colore griſeo, inæqualis & rudis; interdum fiſſuris quaſi exulceratus. Hinc ratione ſtructuræ externe difficillime ab aliis dignoſcitur.
CAP. IV.
QUALITATES hujus ligni dum quaero in ODORE & SAPORE, Odor nullus obſervatur, Sapor autem Amariſſimus, nec inter omnia, quot ego novi, medicamenta ſimilem ſui habens. Eſt enim omnium fortiſſimus & maxime concentratus, ſine tamen ullo ſtyptico, vel ejusmodi quod Chinchinæ ineſt, quodque eam nobis adco ingratam reddit. Hinc ſi minima hujus, aut ligni, aut corticis, lamina ſumatur, quæ nec tenuiſſimo papyro craſſior neque ſemine melonis major eſt, atque illa lingua excipiatur, mox tam puram tribuit amaritiem, ut purior & ſaturatior cogitari nequeat, quæ tantum abeſt, ut mox evaneſcat, ut potius linguam quafi penetrare ſentiatur, eique quam diutiſſime immutata & fixa inhæreat. Pari modo ſeſe res habet, ſi infuſum Quaſſiæ guſtetur. Unicus namque pulvens ejus ſcrupulus tanto integram aquæ ferventis libram ſapore amaro imbuit, ut mirari fane conveniat, in tam parva radicis mole tantam latere virtutem. Nec amarum hoc, quemadmodum fupra monuimus, ullo modo eft ingratum, ſed potius placidi quid praebet, cum, viribus tandem exhauftum, a lingua recedit. Unde merito dici poteſt, hoc ipſum, inter omnia amara, una eſſe & ſummum & ſimul gratiſſimum *).
VIRES vero Quaſſiæ quod reſpicit, quicunque ad theoriam Saporum animum attendere vult, facile percipiet, illas admodum Balſamicas eſſe. Balſamica autem dicuntur, quæ per amarprem & acido reſiſtunt & putredini, quo duplici Principio ſolvuntur & deſtruuntur tam vegetabilia quam animalia omnia. Quod autem amaris acida & putrida frangantur, omnique modo inhibeantur, quotidiana edocemur experientia. Sic Abſinthium, æſtate, cereviſiæ aceſcenti immiſſum, intra pauca minuta, acidum frangit & domat. Idem etjam valet de Lupulo, qui, cum cereviſia coctus, ab acore illam, & ingrato mucore, diu præſervat. Quapropter cenopolæ, rei hujus optime gnari, vina marcida arraris corrigunt, eaque dein pro ſtomachalibus divendunt. Jam autem qualem amara vim in acida exerccnt, talem etjam in putrida conferunt. Carnes namque Scordio involutas a putredine conſervari immunes, veterum eſt tam nota, quam quæ notiſſima, obſervatio. Et neminem unquam fugit, cadavera, Aloe & Myrrha condita a putredine integra perdurare ſecula. Hæ etiam Quaſſiæ noſtræ ſunt vires: ne dicam illam, quemadmodum cetera ſumme amara, tonicam quoque eſſe, atque adeo valde ſtomachicam. 
USUM denique hujus dum perpendimus, in genere dicendum eſt , illam in omni morbo conducere, ubi conducunt reliqua medicamenta amara: ſpeciatim autem , & praxipue, ſumma laude inclaruit ih Febribus Intermittentibus atque Exacerbantibus. Phyfiologica edocti experientia novimus, maſſam ſanguineam ex ſanguine rubro & ſeroſo conſtare. Ruber fanguis putreſcit, ſerum aceſcit. Quando ſerum vitiatur, tranſit illud in acidum multiplicabile, quemadmodum in Tertiana, aliisque Intermittentibus, ubi ſudor adeo acidus percipitur, naresque ferit, ut, ſolo fere odore, dicere poſſis, quo morbo æger laboret. Hoc autem acidum tollitur amaris: unde itaque Chinchina ſacra ſemper eſt anchora in febribus intermittentibus, ut &, ante ejus tempora, fuere Gentiana, Centaurium, Chamomilla, Faba Ignatii, Nux Vomica, cætera. Idem quoque valere opinor de febribus Exacerbantibus, quæ, meo quidem judicio, non niſi Intermittentes ſunt, cum tamen tam protractis, atque contiguis, paroxyſmis, ut alter vix demittat, cum alter incipit. Hinc etjam eſt, ut febres Exacerbantes, a quibusdam Medicis, dictæ fint Subintrantes, & Remittentes ſeu Exacerbantes primo vere, provectiori æſtate, typum ſæpe induant Intermittentium. Nec cura Exacerbantium ullo modo differt ab illa, quæ in febribus Intermittentibus adhibetur; utraque enim abſolvitur Emeticis, Digeſtivis , Cortice Peruviano. Quando autem febres Exacerbantes male moratæ indolis ſunt, quemadmodum non raro, præſertim in America, accidit, uſus chinchinæ ſæpe irritus eſt & fallit. In tali tum caſu Lignum QUASSIÆ, inter omnia hucusque detecta medicamenta, palmam ſibi vindicat, tantæque, ſecundum plurium, ab America, virorum fide dignorum obſervationes, virtutis & efficaciæ eſt, ut præſentanea cenſeri merito poſſit medicina.
MODUS Quaſſiam præſeribendi varius eſſe poteſt. Dari enim conducit vel in Pulvere, vel in Pilulis , vel in Electuario, vel in quacunque forma alia. Quaſſi ipſe radicem raſpatam ſumit, digerit cum ſpiritu vini gallico per unum alterumve diem, loco tepido, tincturamque inde ortam decantat, filtrat & propinat. Quæ autem Nobis maxime arridet, formula hæc eſt:
Lign. Quaſſiæ, rafpati drachm. j. Aqu. fontan. ebullient. Libr. j. Stent in digeſtione per horulam, & infuſi d:r ſæpius Unc. j. pro doſi.
Si vero quis, vel gratioris ſaporis conciliandi cauſſa, vel etjam alia conditione ductus, infuſum ejus vinoſum velit, etjam id tuto parari atque propinari poteſt. Nec doſis ullo modo eſt metuenda, ſed porrigi poteſt ad duplam, triplam, imo quadruplam, ſine omni formidine, violenti vel corroſivi veneni: ne reticeam, quod ne eccoprotica quidem fit; unde omnino patet, eam nature noſtræ, reliquis extreme amaris, multo amiciorem eſſe.
Cæterum, quamvis Quaſſia, in quantum ego rovi, non niſi in dictis febribus Intermittentibus atque Exacerbantibus hucusque inclaruerit, nullum tamen eſt dubium, quin in reliquis morbis, ab acido ortis, præſtantiſſimo ſe effectu probatura fit, utpote in Hypochondriaſi, Artliritide, Leucorrhœa, imo ipſo putridiſſimo Sphacelo. &c.
CAP. V.
EXPERIMENTA, cum Ligno Quaſſiæ, in Patria noſtra, inſtituta, pauciora adhuc ſunt, quod ſane non mireris, cum in copia nondum obtineri potuerit. Ex pauciſſimis tamen, me rem haud injucundam Lectori facturum ſpero, ſi aliquot heic inſerta ſiſtem.
1. Æger, fere octogenarius, calidus ſe expoſuerat conclavi frigido , unde non multo poſt vehementiſſima eſt correptus febre Exacerbante Hemitritæa. Vires ejus debiles canaque ſenectus Medico non permiſerunt, ut Ipecacuanham, vel aliud quoddam emeticum, præferiberet. Et præterea quoniam Chinchinam adeo averſatus æger eſt, ut eam nullo unquam modo ferre potuerit, propinabatur ipſi infuſi Quaſſiæ unc. j, quavis hora; & eo quidem eventu, ut febris poſt diem ſesquialterum prorſus ſedata ſit.
2. Podagricus LX annorum, a materia podagrica ad abdomen & pectus retrograda, ſemel inopinato ſuffocanti adeo Aſthmate metaſtatico affectus eſt, ut omnino putaret ſe in agone mortis eſſe. Medicus, ad illum vocatus, accedens mox præſcripſit radicem Quaſſiæ, more ſupra expoſito bibendam, quæ tam præſentanea segro fuit Medicina, ut, poſt aliquot horas, non Aſthma ſolum penitus ſublatum ſit, ſed cruciatus etjam, quos in abdomine paſſus fuiſſet, quoad maximam partem fuerint ſedati.
3. Femina XXX annorum, ante aliquod tempus, humida ſe inſinuante tempeſtate vernali, cameram petiit, ad res culinares peragendas, minus calidam. Sentiebat quidem mox abdomen frigefactum, ſed nullis tamen utebatur remediis. Elapſo itaque uno alterove die, atrociſſima infeſtata eſt Colica, quæ non ſolum noctes inſomnes, verum etiam tempus inprimis pomeridianum , præ dolore torminibusque, graviſſimum reddidit. Adhibebantur evacuantia, fomentationes , carminativa, anodyna, digeſtiva &c, ſed omnia incaſſum. In urina conſpiciebatur ſedimentum paucum lateritii coloris. Hinc quoque præſcribebatur China, quam copioſe ſumſit tam in ſubſtantia, quam in infuſo; at eodem, quo reliqua, effectu, nempe prorſus irrito. Tandem propinatum fuit infuſum ligni Quaſſiæ, cujus libra unica. primo die hauſta tantum effecit, ut urina ſtatim plus ſedimenti craſſioris depoſuerit, & aegra, poſt paucos dies, priſtinam recuperavit ſanitatem.

Itaque, quum ex allatis liqueat, quamdivinum Lignum QUASSIÆ medicamentum ſit, Pharmacopolas Regni noſtri non fatis unquam monere poſſum, ut illud ſibi ab America ſollicite acquirant; unde Medici ſic ſpecificum efficaciſſimum habeant, quo miſeræ ſuccurratur mortalium vitæ, imprimis cum Hemitritæa hodie apud nos frequentiſſima eſſe cœperit. »
— Carl von Linné, 1764.
```
proposition de traduction : 

I. QUASSIA AMARA
. Spéc. Usine. 2. page 553., il n'y a qu'un seul vrai nom que je trouve appliqué à ce végétal.

La noix d'Amérique, à feuilles ailées bifides, 
Comm. hort.
 I. p. 183. t.94. C'est un jeune arbre, qui est très important pour nous, même s'il n'est pas encore complètement développé. Il ne m'échappe pas, en effet, que 
M. BROWNE
 et d'autres ont cette figure de 
Melicoccus
 de 
Commelin
 ; mais il est pourtant semblable qu'il faille plutôt ajouter 
Quassia
, et peut-être n'en diffère-t-il en rien. Cependant, je n'ai pas pu trouver d'autres synonymes pour ce végétal.

Quant à l'arbre 
Quassia
, celui-là ; Il y a de nombreuses années, il prospérait joyeusement dans notre jardin académique, atteignant une hauteur de huit pieds. Mais comme on ne l'a jamais vu produire des fleurs ici, on l'a toujours considéré comme une sorte de 
Sapindus
, à laquelle il ressemble beaucoup en apparence extérieure, jusqu'à ce qu'on l'appelle finalement 
Nobiliſſ. Dn. PRÆSES
 à partir des feuilles obtenues mentionnées ci-dessus au Musée 
Dalberg
, et elles sont les mêmes que les feuilles de notre arbre ; Il a observé, et c'est ainsi que son véritable nom nous est devenu connu.

Le BOIS est la tige descendante, ou racine, d'un arbre, mais il diffère de nombreux autres arbres par mille caractéristiques distinctes. Il est blanc, comme l'épaisseur d'un bras humain, mais, lorsqu'il est exposé à l'air pendant un certain temps, il devient légèrement jaune. La moelle est unie à l'aubier et n'en est séparée d'aucune façon. L'écorce est fine, de couleur grise, irrégulière et rugueuse ; parfois avec des fissures, comme ulcérées. Par conséquent, en raison de sa structure externe, il est très difficile de le distinguer des autres.

CHAP. IV.

Lorsque je m'enquiers des qualités de ce bois en termes d'ODEUR et de SAVEUR, aucune odeur n'est observée, mais le goût est très amer, et parmi tous les médicaments que je connais, il n'y en a aucun qui lui ressemble. Car c'est le plus fort et le plus concentré de tous, mais sans aucune des qualités typiques ou similaires que possède le 
quinquina
, ce qui le rend extrêmement ingrat envers nous. Ainsi, si l'on prend la plus petite lame de ce bois ou de cette écorce, qui ne soit ni plus épaisse que le papier le plus fin, ni plus grande qu'une graine de melon, et que l'on en retire la langue, elle communique bientôt une amertume si pure qu'on ne peut en imaginer une plus pure et plus saturée, qui est si absente qu'elle disparaît bientôt, de sorte qu'on a plutôt l'impression qu'elle pénètre la langue et y adhère pendant très longtemps, inchangée et fixe. La même chose se produit si l’infusion de 
Quassia
 est goûtée. Car son seul résidu poudreux imprègne une livre entière d’eau bouillante d’un goût si amer qu’il est normal de s’émerveiller qu’autant de pouvoir se cache dans une si petite masse de racine. Cette amertume, comme nous l’avons prévenu plus haut, n’est en rien désagréable, mais elle procure plutôt quelque chose de paisible, lorsque, enfin épuisée de force, elle quitte la langue. D'où l'on peut dire à juste titre que celle-ci, parmi toutes les choses amères, est la seule, la plus haute et la plus gracieuse *).

Mais en ce qui concerne les pouvoirs des 
Quassia
, quiconque veut prêter attention à la théorie des saveurs percevra facilement qu'ils sont très balsamiques. Mais on appelle balsamiques ceux qui, par leur amertume et leur acidité, résistent à la putréfaction, par lequel double principe les plantes et tous les animaux sont dissous et détruits. Mais l'expérience quotidienne nous apprend que les acides amers et les choses putrides sont décomposés et inhibés de toutes les manières. Ainsi, en été, l'
Absinthe
 mélangée à l'âcre bière, en quelques minutes, se décompose et apprivoise l'acide. Il en va de même pour le houblon qui, cuit avec la bière, la préserve longtemps de son acidité et de son mucilage désagréable. C'est pourquoi les moines, très compétents en la matière, rectifient les vins rances dans les entrepôts, puis les vendent pour leurs estomacs. Or, de même que les choses amères exercent un pouvoir sur les choses acides, elles exercent aussi un pouvoir sur les choses putrides. Car c'est une observation bien connue et bien connue des anciens que la chair enveloppée dans du 
Scordium
 est préservée de la putréfaction. Et personne n'y échappe jamais, les cadavres, conservés dans l'
aloès
 et la 
myrrhe
, dureront des siècles, intacts de la putréfaction. Ce sont aussi nos pouvoirs : sans compter que, comme les autres, qui sont extrêmement amers, ils sont aussi toniques, et donc très 
stomachiques
.

Enfin, tandis que nous considérons l'utilisation de celui-ci, il faut dire en général qu'il est utile dans toutes les maladies où d'autres médicaments amers sont inefficaces : mais surtout, et pratiquement, il est devenu célèbre avec les plus grands éloges dans les fièvres intermittentes et exacerbantes. D’après l’expérience physiologique, nous savons que la masse sanguine est constituée de sang rouge et de sang blanc. Le rouge pourrit dans la boue, s'aigrit dans le sérum. Lorsque le sérum est vicié, il se transforme en un acide multiplicable, comme dans le cas de la maladie de Tierce et d'autres maladies intermittentes, où la sueur est perçue comme si aigre et attaque les narines que, presque par l'odeur seule, on peut dire de quelle maladie souffre le patient. Mais cet acide est enlevé par les amers : c'est pourquoi le 
quinquina
 est toujours un point d'ancrage dans les fièvres intermittentes, comme l'étaient aussi, avant son temps, la 
gentiane
, la 
centaurée
, la 
camomille
, la 
fève de Saint-Ignace
, la 
noix vomique
 et d'autres. Je crois également que la même chose s'applique aux fièvres exacerbantes, qui, à mon avis, ne sont pas simplement intermittentes, mais avec des paroxysmes si prolongés et contigus que l'un s'apaise à peine lorsqu'un autre commence. C'est pourquoi les fièvres exacerbantes sont appelées subintrusives par certains médecins, et les fièvres rémittentes ou exacerbantes au début du printemps, et plus tard en été, prennent souvent le type d'intermittentes. Les soins à apporter aux fièvres exacerbantes ne diffèrent en rien de ceux utilisés dans les fièvres intermittentes ; Car les deux sont soulagés par les émétiques, les digestifs et l'écorce péruvienne. Mais lorsque les fièvres exacerbées sont de nature peu soutenue, comme c'est souvent le cas, notamment en Amérique, l'utilisation du 
quinquina
 est souvent nocive et trompeuse. Dans un tel cas, le bois de 
QUASSIA
, parmi tous les médicaments découverts jusqu'à présent, y revendique la palme et, selon les observations de nombreux hommes dignes de confiance d'Amérique, il est d'une telle puissance et d'une telle efficacité qu'il peut à juste titre être considéré comme le médicament actuel.

La manière de conserver quelque chose peut être variée. Car il est avantageux de le donner soit en poudre, soit en pilules, soit en élixir, soit sous toute autre forme. Il prend la racine râpée, la digère avec de l'alcool de vin français pendant un jour ou deux, dans un endroit chaud, puis décante, filtre et verse la teinture obtenue. Mais la formule qui nous plaît le plus est la suivante :

Une 
drachme
 de bois de 
Quassia
 rapé.
Une livre d'eau de fontaine bouilli.
Laisser macérer pendant une heure, et infuser pour la dose.

Si toutefois quelqu'un, soit pour obtenir un goût plus agréable, soit poussé par une autre condition, désire faire infuser son vin, celui-ci peut également être préparé et servi en toute sécurité. La dose n'est d'ailleurs pas à craindre, mais on peut la doubler, la tripler, voire la quadrupler, sans craindre un poison violent ou corrosif : je ne vous cache pas qu'il ne s'agit même pas d'une procédure cosmétique ; Il est donc tout à fait clair que notre nature, qui est extrêmement amère envers les autres, est beaucoup plus amicale.

Cependant, bien que 
Quassia
, autant que je sache, n'ait été jusqu'à présent connu que dans les fièvres intermittentes et exacerbantes mentionnées ci-dessus, il ne fait aucun doute qu'il se révélera très efficace dans d'autres maladies résultant de l'acide, comme dans l'hypochondrie, l'arthrite, la leucorrhée et même dans le Sphacelus le plus putride lui-même. etc.

CHAP. V.

Les EXPÉRIENCES avec le bois de 
Quassia
, instituées dans notre pays, sont encore peu nombreuses, ce qui n'est pas surprenant, puisqu'il n'a pas encore été possible de l'obtenir en abondance. Parmi les rares exemples, j'espère cependant ne pas déplaire au lecteur si j'en insère quelques-uns ici.

1. Un malade, âgé de près de quatre-vingts ans, s'était exposé à une chambre froide alors qu'il avait chaud, d'où il fut peu de temps après pris d'une fièvre très violente, aggravant les hémitrites. Sa faible force et ses cheveux gris ne permirent pas au médecin de lui prescrire de l'
Ipecacuanha
 ou un autre 
émétique
. De plus, comme le patient était si opposé au 
quinquina
 qu'il ne pouvait en aucun cas la supporter, on lui donna une tasse de 
Quassia
 infusé. j, à toute heure ; Et en effet, avec un tel succès que la fièvre a complètement disparu au bout de deux jours.

2. Un patient goutteux de 60 ans, avec du matériel goutteux rétrograde à l'abdomen et à la poitrine, a été un jour soudainement atteint d'asthme métastatique, si suffocant qu'il pensait être aux affres de la mort. Le médecin, appelé, s'approcha de lui et lui prescrivit bientôt la racine de 
Quassia
, à boire de la manière décrite ci-dessus, qui fut un remède si présent pour le patient qu'après quelques heures, non seulement l'asthme fut complètement soulagé, mais aussi les tourments qui se déroulaient dans l'abdomen furent en grande partie calmés.

3. Une femme de 30 ans, il y a quelque temps, humide avec l'arrivée du printemps, cherchait une pièce moins chaude pour effectuer des tâches culinaires. Il sentit bientôt son abdomen devenir froid, mais il n'utilisa aucun remède. Ainsi, après un jour ou deux, une terrible colique l'attaqua, ce qui non seulement rendit ses nuits blanches, mais rendit aussi les après-midi particulièrement difficiles, avec des douleurs et des crampes. On employa des évacuants, des fomentations, des carminatifs, des antalgiques, des digestifs, etc., mais tout cela en vain. Quelques sédiments de couleur brique ont été observés dans l'urine. C'est pourquoi on prescrivait aussi de la 
China
, qui était prise en abondance, tant en substance qu'en infusion ; mais avec le même effet que le reste, à savoir, complètement annulé. Enfin, une infusion de bois de 
Quassia
 fut servie, dont une seule livre. Le premier jour, l'urine était si épaisse qu'elle déposait de plus en plus de sédiments, et la patiente, après quelques jours, retrouva sa santé antérieure.

Par conséquent, puisqu'il ressort clairement de ce qui a été présenté que le bois divin est un médicament, je ne peux que conseiller aux pharmaciens de notre royaume de l'acquérir avec diligence en Amérique ; Les médecins devraient donc disposer d'une méthode spécifique et très efficace pour aider les malheureux mortels dans leur vie, d'autant plus que les Hémitrites ont commencé à être très fréquentes parmi nous aujourd'hui.
```

## Liste des variétés
Selon Tropicos (27 février 2016) (Attention liste brute contenant possiblement des synonymes) :
- variété Quassia amara var. amara
- variété Quassia amara var. paniculata Engl.